# Batabanó
El municipio de Batabanó está ubicado al sur y oeste de la provincia de Mayabeque, Cuba. Hasta 2010 perteneció a la extinta Provincia de La Habana. Limita al norte con el municipio San José de las Lajas; al este con el municipio Melena del Sur; al oeste con Quivicán y al sur con el Golfo de Batabanó
Su superficie abarca un extenso humedal costero cubierto de mangle así como extensiones de tierras fértiles de la llanura del sur de La Habana. En el municipio se encuentra el Surgidero de Batabanó principal puerto de cabotaje y pesquero en la costa sur de la Provincia Mayabeque. Las actividades económicas fundamentales son la Agricultura y la Pesca
El municipio abarca además del pueblo de Batabanó, los poblados de Surgidero (Puerto), Camacho, Pozo Redondo, La Julia y Sopapo.

## Historia
El Cabildo de La Habana merceda el hato de Batabanó a Juan Gutiérrez Manibaldo el 4 de marzo de 1559, pero no es hasta el 5 de febrero de 1688 que se funda oficialmente el poblado. De esa forma, Batabanó se considera la primera villa fundada en la Provincia de La Habana. Su surgidero sirvió de puerto sur de La Habana para la comunicación marítima con la parte central y oriental de la isla (Santiago de Cuba), función que cumplió hasta la aparición del ferrocarril central. 
En 1843 la villa el puerto es unido mediante ferrocarril a La Habana lo cual potenció su desarrollo económico. El puerto batabanoense estableció relaciones con el extranjero exportando a Estados Unidos, Inglaterra y España la mayor parte de sus productos agrícolas provenientes de su territorio y de zonas aledañas.
En el primer tercio del siglo XX, una nutrida inmigración proveniente de España y en concreto de Mallorca (Andratx y Es Capdellá-Calviá) trabajó en la pesca de esponja desde Surgidero.

## Población
El municipio alternó su sede en diferentes épocas entre el Surgidero de Batabanó y el poblado de Batabanó propiamente, donde reside actualmente. El mismo contaba con una población de aproximadamente 8.000 habitantes, mientras que el Surgidero contaba con cerca de 5.000 habitantes en el año 2008. En 2017, la población estimada de todo el municipio era de 27, 231 habitantes.

## Religión
La religión más influyente en este municipio es el cristianismo católico. La Iglesia católica cuenta con una parroquia con dos Iglesias, "Nuestra Señora del Carmen" en Surgidero de Batabanó y "San Pedro Apóstol" y "La Divina Pastora", en Batabanó.
Hay un nuevo auge de las denominaciones protestantes. La Iglesia Bautista Lucila Levi ha alcanzado gran popularidad dentro de la zona.

## Movimientos Artísticos
Con profundas raíces africanas e hispanas, Batabanó cuenta con varios exponentes de la plástica que reflejan en su quehacer artístico rasgos visibles de las tradiciones afrocubanas. Las expresiones artísticas no se quedan exentas a la mezcla de culturas la gran confluencia es claramente visible en las disímiles vertientes de las artes que se pueden apreciar en el municipio.
Batabanó cuenta con un taller literario donde se preparan nuevos escritores. Este es promovido por figuras con experiencia en el mundo de la literatura y que cuentan con experiencias a nivel nacional.

## Economía
La industria está representada por el Combinado del Mueble que fabrica muebles escolares y otros. También por el combinado pesquero que tiene entre sus principales productos de exportación: langostas, camarones y esponjas. Existen también fábricas de conservas y desarrollo agrícola de cultivos varios, viandas, vegetales y arroz. A principios del siglo XX y hasta finales de los años 20, un importante contingente de trabajadores procedente de Mallorca (España) se dedicó a la pesca de la esponja (natural). Mayormente procedían de los pueblos de Andratx y Es Capdellá. Sus estancias laborales eran de cuatro años, transcurridos los cuales regresaban a su Mallorca natal aunque algunos repetían. Recalcar que esta esponja era muy apreciada y valorada a nivel mundial en los hoteles y casas de lujo de la época.

## Ciudades hermanadas
- Santa Cruz de Juventino Rosas, México[3][4]
- Palomares del Río, España